# Arcidiocesi di Westminster

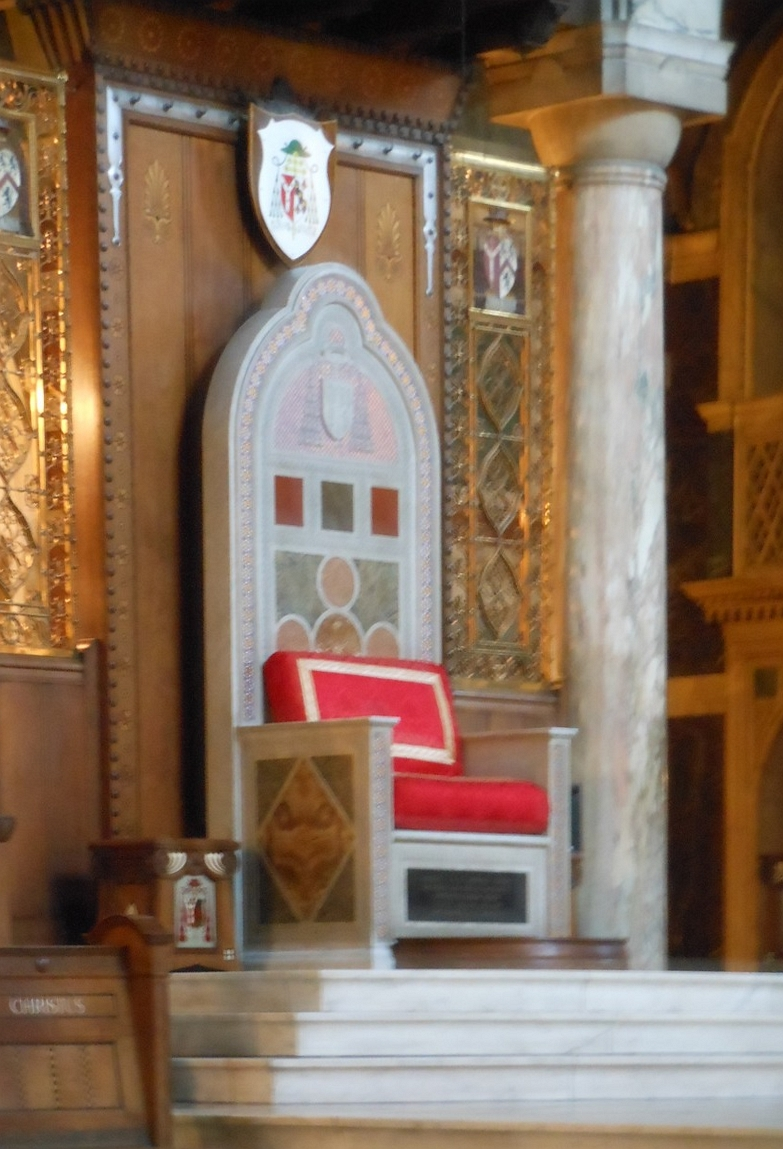
La cattedra arcivescovile

L'arcidiocesi di Westminster (in latino Archidioecesis Vestmonasteriensis) è una sede metropolitana della Chiesa cattolica in Inghilterra. Nel 2023 contava 450.240 battezzati su 5.033.930 abitanti. È retta dall'arcivescovo cardinale Vincent Nichols.

## Territorio
L'arcidiocesi comprende i boroughs della Grande Londra situati a nord del fiume Tamigi ed a ovest dei boroughs di Waltham Forest e di Newham, come anche il distretto di Spelthorne, e la contea di Hertfordshire.
Sede arcivescovile è la città di Londra, dove si trova la cattedrale del Preziosissimo Sangue di Gesù. Costruita fra il 1895 e il 1903, è stata realizzata in stile bizantino sotto la direzione di John Francis Bentley e la sua navata centrale è per ampiezza la più grande dell'Inghilterra.
Il territorio si estende su 3.634 km² ed è suddiviso in 208 parrocchie.

### Provincia ecclesiastica
La provincia ecclesiastica di Westminster, istituita nel 1850, si estende nella parte centro-orientale dell'Inghilterra e comprende le seguenti suffraganee:
- la diocesi di Brentwood, eretta nel 1917;
- la diocesi di East Anglia, eretta nel 1976;
- la diocesi di Northampton, eretto come vicariato apostolico nel 1840 ed elevato a diocesi nel 1850;
- la diocesi di Nottingham, eretta nel 1850.

## Storia
La presente arcidiocesi deriva dall'antica diocesi di Londra, il cui ultimo vescovo morì incarcerato nel 1569.
Durante il regno di Elisabetta I d'Inghilterra si formarono missioni clandestine con sacerdoti sia secolari, sottoposti di fatto al cardinale William Allen, sia gesuiti. Dopo la morte di Allen nel 1594 si pensò di nominare un superiore del clero secolare che fosse residente in Inghilterra, venne perciò istituita la carica di arciprete di Inghilterra con giurisdizione sul clero secolare, ma non sui gesuiti, sia nel Regno d'Inghilterra (incluso il Galles) sia in quello di Scozia. Vari problemi si presentarono per la figura dell'arciprete sia per il limitato potere giurisdizionale sia per il fatto che operasse clandestinamente, oltre al fatto di non essere consacrato vescovo. Tra il 1598 e il 1621 vi furono tre arcipreti che tentarono di organizzare il clero inglese, l'ultimo dei quali ottenne maggiori facoltà giurisdizionali pur essendo un semplice sacerdote.
Nel 1622 fu eretto il vicariato apostolico d'Inghilterra e il 30 gennaio 1688, in forza del breve Super cathedram di papa Innocenzo XI, il vicariato fu diviso in quattro distretti, ciascuno avente a capo un vicario apostolico con dignità episcopale.
I cattolici di Londra ebbero un considerevole vantaggio sul resto dell'Inghilterra: la presenza delle ambasciate dei Paesi cattolici, come la Spagna, il Portogallo, la Repubblica di Venezia e la Repubblica di Genova, comportò la presenza di cappelle regolarmente officiate e talvolta aperte al pubblico. Quindi a differenza del resto dell'Inghilterra il culto cattolico poteva avvenire in modo non clandestino anche durante il XVII e XVIII secolo.
Le leggi di tolleranza del 1778 e del 1791 permisero la libertà di culto e di insegnamento per i cattolici. Tuttavia le leggi di emancipazione trovarono un'intensa opposizione anticattolica, che provocò nel 1780 lo scoppio delle sommosse di Gordon. Siccome a Londra non esistevano all'epoca chiese cattoliche, le sommosse presero di mira e distrussero le cappelle all'interno delle ambasciate del Regno di Sardegna e dell'Elettorato di Baviera che erano tra le quattro cappelle cattoliche di ambasciate presenti allora a Londra ad essere aperte al pubblico, e in seguito lo stesso vicario apostolico James Talbot (fratello del quattordicesimo conte di Shrewsbury) venne perseguito penalmente per aver celebrato la messa.
Un periodo di particolare interesse nella storia del cattolicesimo a Londra fu quello in concomitanza con la Rivoluzione francese. A Londra affluirono i prelati francesi in esilio: ad un certo punto si trovarono a Londra ben 5 arcivescovi, 27 vescovi e 5 000 presbiteri. Furono aperte nuove cappelle, che però furono quasi tutte chiuse dopo che il clero francese rientrò in patria nel 1814. Nel 1791 era stata approvata una legge (Roman Catholic Relief Act 1791) che aveva permesso il culto pubblico cattolico e il riconoscimento legale delle prime parrocchie.
Nel 1829 fu promulgata una legge di emancipazione dei cattolici (Roman Catholic Relief Act 1829), che favorì la crescita numerica della comunità cattolica, in anni in cui le conversioni erano frequenti.
Il 3 luglio 1840 i vicariati apostolici inglesi da quattro divennero otto, in forza del breve Muneris apostolici di papa Gregorio XVI.
Il distretto di Londra comprendeva l'Hertfordshire, il Middlesex, l'Essex, il Sussex, il Surrey, il Kent, il Berkshire, l'Hampshire, e le isole di Wight, Guernsey e Jersey. Nel 1843 era costituito da poco più di 183.000 cattolici per 136 sacerdoti. La sede del vicario apostolico era la capitale britannica.
Il 29 settembre 1850 con il breve Universalis Ecclesiae di papa Pio IX fu restaurata la gerarchia cattolica in Inghilterra e Galles e fu eretta l'arcidiocesi di Westminster, che divenne l'unica sede metropolitana per l'Inghilterra e il Galles, con dodici suffraganee. Il distretto londinese fu diviso in due diocesi: oltre all'arcidiocesi di Westminster, fu eretta la diocesi di Southwark (in seguito arcidiocesi).
Il ristabilimento della gerarchia fu accompagnato da sinodi provinciali nel 1852, 1855 e 1859, in cui furono definite numerose questioni circa i capitoli, i rettori delle missioni, i collegi e i seminari. I sinodi erano presieduti dal cardinal Wiseman, che introdusse a Londra la pratica devota delle Quarantore, si operò per la diffusione dei Vespri cantati e dell'adorazione eucaristica. Si impegnò anche a favore dell'istruzione delle classi povere e fondò anche il primo riformatorio cattolico inglese. Inoltre chiamò a Londra molti ordini religiosi, che intrapresero un'intensa opera pastorale.
L'istruzione fu al centro anche delle iniziative del suo successore, il cardinal Manning, che ne discusse nel sinodo provinciale del 1873. Intuì già dal 1864 la necessità di un'università cattolica, nel 1866 riformò il Venerabile Collegio Inglese di Roma, nel 1869 riorganizzò il seminario arcivescovile, dotandolo di una nuova sede e rendendolo un «vero seminario tridentino». Nel 1867 pose la prima pietra della pro-cattedrale di Kensington consacrata il 2 luglio 1869. Prima pro-cattedrale (1850-1869) dell'arcidiocesi di Westminster era stata la chiesa di St Mary a Moorfields, aperta al culto nel 1820.
Le opere nel campo dell'istruzione furono proseguite anche dal cardinal Vaughan, che nel 1902 rimosse il divieto per i cattolici di frequentare le università pubbliche. Fu lui a porre la prima pietra per la costruzione della cattedrale di Westminster nel 1895, che fu consacrata dal suo successore il cardinal Bourne nel 1903.
Il 28 ottobre 1911 la giurisdizione metropolitica di Westminster si ridusse in seguito all'erezione di due nuove province ecclesiastiche in Inghilterra e Galles, quelle di Liverpool e Birmingham.
Il 20 luglio 1917 l'arcidiocesi cedette una porzione del suo territorio a vantaggio dell'erezione della diocesi di Brentwood.

## Cronotassi dei vescovi
Si omettono i periodi di sede vacante non superiori ai 2 anni o non storicamente accertati.

### Vicari apostolici di Londra
- William Bishop † (15 marzo 1623 - 13 aprile 1624 deceduto)
- Richard Smith † (29 novembre 1624 - 1632 dimesso)
  - Sede vacante (1632-1685)
- John Leyburn † (24 agosto 1685 - 20 giugno 1702 deceduto)
- Bonaventure Giffard † (14 marzo 1703 - 12 marzo 1734 deceduto)
- Benjamin Petre, O.S.B. † (12 marzo 1734 succeduto - 22 dicembre 1758 deceduto)
- Richard Challoner † (22 settembre 1758 succeduto - 12 gennaio 1781 deceduto)
- James Robert Talbot † (12 gennaio 1781 succeduto - 26 gennaio 1790 deceduto)
- John Douglass † (10 settembre 1790 - 8 maggio 1812 deceduto)
- William Poynter † (8 maggio 1812 succeduto - 26 novembre 1827 deceduto)
- James Yorke Bramston † (26 novembre 1827 succeduto - 11 luglio 1836 deceduto)
- Thomas Griffiths † (11 luglio 1836 succeduto - 12 agosto 1847 deceduto)
- Thomas Walsh † (17 luglio 1848 - 18 febbraio 1849 deceduto)
- Nicholas Patrick Stephen Wiseman † (18 febbraio 1849 succeduto - 29 settembre 1850 nominato arcivescovo di Westminster)

### Arcivescovi di Westminster
- Nicholas Patrick Stephen Wiseman † (29 settembre 1850 - 15 febbraio 1865 deceduto)
- Henry Edward Manning † (30 aprile 1865 - 14 gennaio 1892 deceduto)
- Herbert Vaughan † (8 aprile 1892 - 19 giugno 1903 deceduto)
- Francis Alphonsus Bourne † (11 settembre 1903 - 31 dicembre 1934 deceduto)
- Arthur Hinsley † (1º aprile 1935 - 17 marzo 1943 deceduto)
- Bernard William Griffin † (18 dicembre 1943 - 19 agosto 1956 deceduto)
- William Godfrey † (3 dicembre 1956 - 22 gennaio 1963 deceduto)
- John Carmel Heenan † (2 settembre 1963 - 7 novembre 1975 deceduto)
- Basil Hume, O.S.B. † (9 febbraio 1976 - 17 giugno 1999 deceduto)
- Cormac Murphy-O'Connor † (15 febbraio 2000 - 3 aprile 2009 ritirato)
- Vincent Nichols, dal 3 aprile 2009

## Statistiche
L'arcidiocesi nel 2023 su una popolazione di 5.033.930 persone contava 450.240 battezzati, corrispondenti all'8,9% del totale.
| anno | popolazione | popolazione | popolazione | presbiteri | presbiteri | presbiteri | presbiteri                | diaconi | religiosi | religiosi | parrocchie |
| anno | battezzati  | totale      | %           | numero     | secolari   | regolari   | battezzati per presbitero | diaconi | uomini    | donne     | parrocchie |
| ---- | ----------- | ----------- | ----------- | ---------- | ---------- | ---------- | ------------------------- | ------- | --------- | --------- | ---------- |
| 1949 | 315.000     | 4.518.489   | 7,0         | 707        | 431        | 276        | 445                       |         | 370       | 2.500     | 164        |
| 1970 | 484.680     | 4.491.760   | 10,8        | 431        | 431        |            | 1.124                     |         |           |           | 208        |
| 1980 | 476.378     | 4.468.400   | 10,7        | 775        | 303        | 472        | 614                       | 6       | 472       |           | 216        |
| 1990 | 449.191     | 4.520.000   | 9,9         | 838        | 394        | 444        | 536                       | 5       | 586       | 1.842     | 215        |
| 1999 | 460.000     | 4.415.000   | 10,4        | 770        | 378        | 392        | 597                       | 4       | 507       | 1.394     | 213        |
| 2000 | 501.895     | 4.435.000   | 11,3        | 800        | 416        | 384        | 627                       | 4       | 589       | 1.396     | 214        |
| 2001 | 501.900     | 4.435.000   | 11,3        | 771        | 370        | 401        | 650                       | 4       | 592       | 1.322     | 214        |
| 2002 | 462.072     | 4.435.000   | 10,4        | 766        | 363        | 403        | 603                       | 4       | 588       | 1.310     | 214        |
| 2003 | 430.000     | 4.420.000   | 9,7         | 753        | 348        | 405        | 571                       | 4       | 570       | 1.201     | 214        |
| 2004 | 465.587     | 4.613.284   | 10,1        | 743        | 345        | 398        | 626                       | 4       | 552       | 1.194     | 214        |
| 2010 | 476.647     | 4.726.206   | 10,1        | 629        | 366        | 263        | 757                       | 10      | 356       | 1.109     | 216        |
| 2014 | 488.500     | 4.863.000   | 10,0        | 603        | 353        | 250        | 810                       | 16      | 328       | 959       | 217        |
| 2017 | 439.740     | 4.914.400   | 8,9         | 551        | 298        | 253        | 798                       | 17      | 286       | 550       | 214        |
| 2020 | 444.350     | 4.966.900   | 8,9         | 495        | 283        | 212        | 897                       | 31      | 238       | 505       | 210        |
| 2022 | 448.356     | 5.013.875   | 8,9         | 488        | 280        | 208        | 918                       | 36      | 231       | 465       | 210        |
| 2023 | 450.240     | 5.033.930   | 8,9         | 484        | 276        | 208        | 484                       | 36      | 231       | 445       | 208        |